# 斎藤文昭
斎藤 文昭（齋藤 文昭、さいとう ふみあき、1943年6月8日 - 1999年12月10日）は、日本の政治家。衆議院議員（1期）、福島県議会議員（4期）を務めた。

## 来歴
1943年（昭和18年）、福島県河沼郡会津坂下町に生まれた。1966年（昭和41年）に慶應義塾大学法学部を卒業し、伊東正義の秘書となった。1979年（昭和54年）、福島県議会議員へ当選し、4期務めた。
1993年（平成5年）、第40回衆議院議員総選挙に伊東の後継者として旧福島2区から立候補し初当選（自由民主党所属）。1996年（平成8年）の第41回衆議院議員総選挙では、福島4区から立候補したが新進党公認の渡部恒三に敗れ、比例東北ブロックには重複立候補していなかったため、1期で落選。
1999年（平成11年）12月10日、死去した。56歳没。死没日付をもって従五位勲四等に叙され、旭日小綬章を追贈された。
墓所は会津若松市の恵倫寺。

## 元秘書
- 小熊慎司 - 立憲民主党衆議院議員
- 杉山純一 - 会津美里町長、元福島県議会議員